# Phil Rollins
Philip Lee "Phil" Rollins, född 19 januari 1934 i Wickliffe, Kentucky, död 8 februari 2021, var en amerikansk basketspelare.
Under sin NBA-karriär spelade Rollins för  Philadelphia Warriors, Cincinnati Royals, St. Louis Hawks och New York Knicks. Även äldre brodern Kenny Rollins spelade i NBA.
Med collegelaget Louisville Cardinals var Phil Rollins med om att vinna National Invitation Tournament 1956.